# Chapelle-de-Brain
Chapelle-de-Brain é uma comuna francesa na região administrativa da Bretanha, no departamento Ille-et-Vilaine. Estende-se por uma área de 17,74 km². Em 2010 a comuna tinha 1 001 habitantes (densidade: 56,4 hab./km²).